# Speiseröhrenpolyp

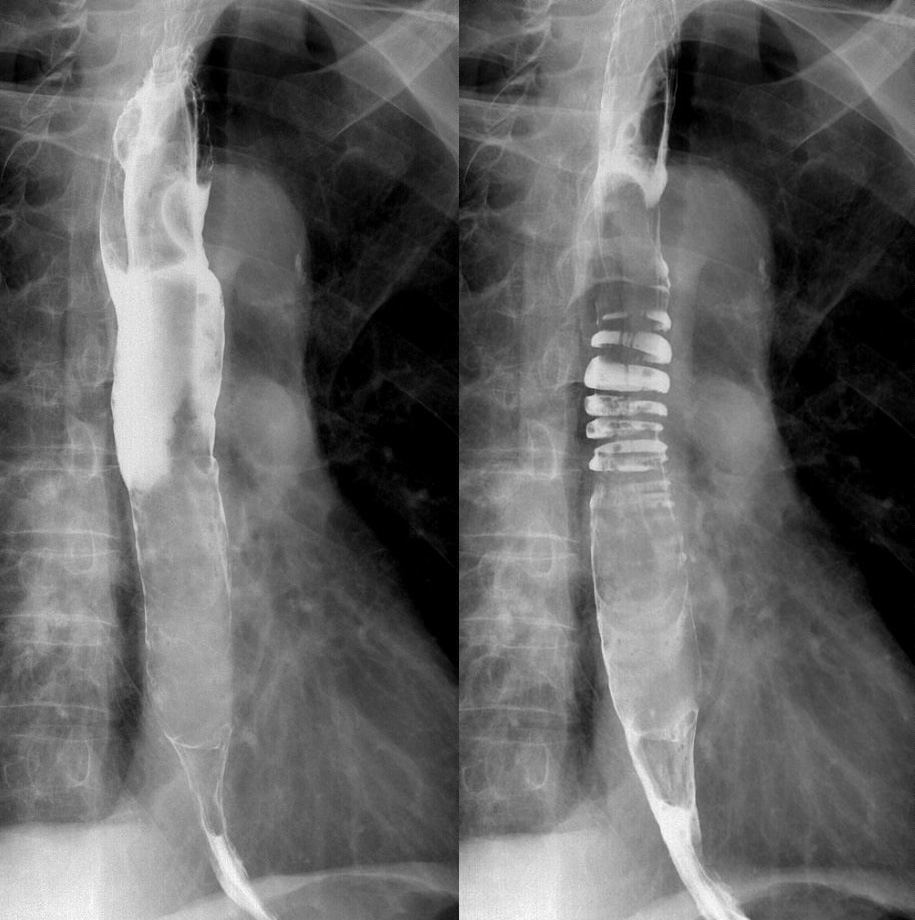
Fibrovaskulärer Polyp in der Schluckuntersuchung: (a) Der intraluminale Tumor dehnt sich nahezu über die ganze Länge der Speiseröhre aus. (b) Als Reaktion auf den chronischen Fremdkörperreiz lassen sich zirkuläre oder spiralige Kontraktionen beobachten.

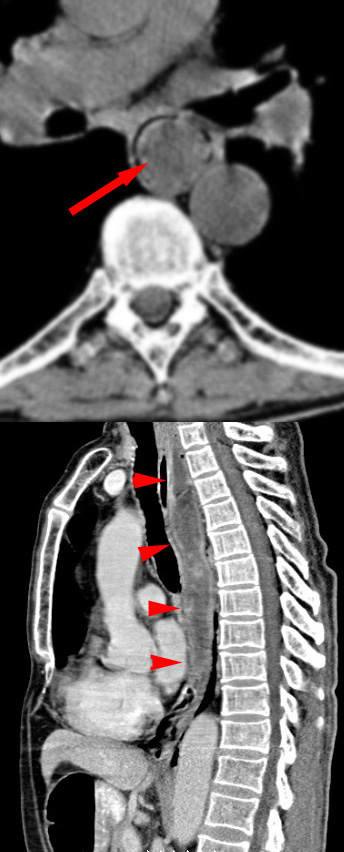
Fibrovaskulärer Polyp in der Computertomographie axial und sagittal.

Speiseröhrenpolypen (fibrovaskuläre Polypen oder Riesenpolypen des Ösophagus) sind meist gutartige Tumoren, die ausgehend von einem Stiel aus der Wand in das Lumen der Speiseröhre hineinhängen. Sie können sehr groß werden. Die Häufigkeitsangaben schwanken von „extrem selten“ bis zu „zweithäufigster benigner Ösophagustumor“ nach dem Leiomyom.

## Histologie
Die Polypen zeigen in unterschiedlichen Anteilen die Histologie eines Lipoms, Fibroms, Myxoms, vaskulärem Gewebe und selten eines gut differenzierten Liposarkoms. Meist werden sie unabhängig von der individuellen Histologie als fibrovaskuläre Polypen zusammengefasst.

## Erscheinungsbild
Die Polypen haben ihren Ursprung bzw. Stiel fast immer im oberen Anteil der Speiseröhre und hängen weit nach caudal teils bis in den Übergang zum Magen in das Lumen hinein. Sie sind also oft mehr als 10 cm lang. In der Regel sind sie von intakter Schleimhaut überzogen, was trotz der Größe in der Endoskopie dazu führen kann, dass der Polyp übersehen wird.
Klinisch treten die Patienten mit Schluckbeschwerden in Erscheinung. Die Speiseröhre kann auf den ständigen scheinbaren Fremdkörperreiz mit krampfartigen, segmentalen Kontraktionen ähnlich wie bei dem diffusen Ösophagusspasmus reagieren.
Eine potentiell gefährliche Komplikation ist die Regurgitation des gestielten Polypen nach oben in den Schlund mit der Möglichkeit einer Verlegung der Atemwege. Es sind Fälle beschrieben, bei denen der lange, regurgitierte Polyp aus dem Mund hing.

## Diagnostik
Die Röntgenbreischluckuntersuchung zeigt einen langen, keulenförmigen, umspülten, intraluminalen Tumor mit glatter, etwas gelappter Kontur. Bei einem sehr voluminösen Tumor kann der erweiterte Ösophagus in der Röntgenaufnahme des Thorax für das Mediastinum konturbildend werden.
Wenn der Tumor eindeutig Fett enthält, ist dieses in der Computertomographie oder Kernspintomographie nachweisbar und kann so zur Abgrenzung gegen andere Tumoren hilfreich sein.